# Tuta (släkte)
Tuta är ett släkte av fjärilar som beskrevs av Jean-Jacques Kieffer och Peter Jörgensen 1910. Tuta ingår i familjen stävmalar, Gelechiidae.

## Dottertaxa tillTuta, i alfabetisk ordning[1][2]
- Tuta absoluta (Meyrick, 1917), Tomatmal
- Tuta atriplicella (Kieffer & Jörgensen, 1910)